# Selaginella poeppigiana
Selaginella poeppigiana là một loài dương xỉ trong họ Selaginellaceae. Loài này được Spring Spring ex Splitg. mô tả khoa học đầu tiên năm 1840.